# Andrea Giani
Andrea Giani (* 22. dubna 1970 Neapol) je bývalý italský volejbalista a v současnosti trenér. S italskou reprezentací se jako hráč stal třikrát mistrem světa (1990, 1994, 1998) a čtyřikrát mistrem Evropy (1993, 1995, 1999, 2003). Na MS 1995 a ME 1999 byl nejužitečnějším hráčem turnaje. Na olympijských hrách v Atlantě roku 1996 získal stříbro, za čtyři roky v Sydney bronz a v roce 2004 v Athénách znovu stříbro. V národním týmu působil v letech 1988–2005 a odehrál za něj 474 utkání. Významných úspěchů dosáhl i na klubové úrovni, dvakrát vyhrál Ligu mistrů, nejprestižnější klubovou soutěž Evropy (1997, 1998), a to s klubem Modena Volley. V roce 2008 byl Mezinárodní volejbalovou federací uveden do její Síně slávy. V roce 2007 se vydal na dráhu volejbalového trenéra, v letech 2015–2016 vedl slovinskou reprezentaci a v roce 2015 s ní získal stříbro na mistrovství Evropy. Od roku 2017 vede národní tým Německa.